# 中国年鑑
中国年鑑（ちゅうごくねんかん）は、広島県に本社を置く中国新聞社が1962年から2000年にかけて発行した年鑑である。副題は「中国5県データブック」。

## 概要
対象は中国地方（広島県・山口県・岡山県・島根県・鳥取県）で、地方紙系の年鑑としては珍しく、複数の都道府県の情報を網羅する内容となっている。
中国地方を中心とした国内外の重大ニュース、原爆関係ニュース、会社・人名録、各種統計データのほか、中国新聞社主催の賞・イベント情報などを掲載。